# 3-Фосфоглицерат
3-Фосфоглицериновая кислота (3-ФГК, 3-фосфоглицерат) — органическое соединение, сложный эфир глицериновой кислоты и ортофосфорной кислоты, важный промежуточный метаболит гликолиза и цикла Кальвина. В цикле Кальвина 3-фосфоглицерат образуется в результате спонтанного распада нестабильного шестиуглеродного соединения, образованного в результате фиксации CO2 на молекуле рибулозо-1,5-бисфосфата. Таким образом, на каждую молекулу фиксированного CO2 образуется две молекулы 3-фосфоглицерата.

## Гликолиз
| 1,3-бисфосфо-D-глицерат | Фосфоглицераткиназа | Фосфоглицераткиназа | 3-фосфо-D-глицерат | Фосфоглицеромутаза | Фосфоглицеромутаза | 2-фосфо-D-глицерат |
|                         |                     |                     |                    |                    |                    |                    |
| АДФ                     | АТФ                 |                     |                    |                    |                    |                    |
|                         |                     |                     |                    |                    |                    |                    |
| АДФ                     | АТФ                 |                     |                    |                    |                    |                    |
|                         |                     |                     |                    |                    |                    |                    |
|                         | Фосфоглицераткиназа | Фосфоглицераткиназа |                    | Фосфоглицеромутаза | Фосфоглицеромутаза |                    |

## Цикл Кальвина
В ходе темновых реакций (цикла Кальвина) образуются две молекулы 3-ФГК, часть из которых возвращается в цикл и регенерирует до рибулозо-1,5-дифосфата, а другая восстанавливается до глицеральдегид-3-фосфата. Это первый образовавшийся в ходе реакций цикла Кальвина продукт.

## Синтез аминокислот
Помимо этого, 3-фосфоглицерат является предшественником для синтеза серина, который в свою очередь служит предшественником для синтеза цистеина и глицина в гомоцистеиновом цикле.